# Wolfgang Gaschütz
Wolfgang Gaschütz   (Karlshof, 11 de juny de 1920 - Kiel, 7 de novembre de 2016) va ser un matemàtic alemany.

## Vida i obra
Gaschütz va néixer a la regió d'Oderbruch (ribera del riu Òder) i va començar els estudis secundaris a la ciutat de Wriezen fins que, el 1931, la família es va traslladar a Berlín. En acabar les estudis secundaris va ser mobilitzat i va estar tota la Segona Guerra Mundial servint a l'exèrcit. El 1945, en acabar la guerra, la família s'havia traslladat a la ciutat de Kiel i va començar els estudis universitaris a la recentment reoberta universitat de la ciutat. El 1949 va obtenir el doctorat amb una tesi de teoria de grups, tema que l'havia apassionat des de l'escola, dirigida per Karl Heinrich Weise, tot i que aquest no era cap especialista en el tema escollit.
Va romandre sempre professor de la universitat de Kiel, tot i que va ser professor visitant de diferents universitats d'arreu del món. Es va retirar el 1988, passant a ser professor emèrit de la universitat i va publicar el seu últim article l'any 2006.
La seva recerca en teoria de grups va tenir un fort impacte en tots els grups de recerca d'aquest àmbit. Va demostrar un bon nombre de teoremes i va desenvolupar les teories de Syllow a la resolubilitat dels grups finits.